# Aegolipton costatum sticheri
Aegolipton costatum sticheri es una subespecie de escarabajo longicornio perteneciente al género Aegolipton, categorizada en la tribu Aegosomatini, de la subfamilia Prioninae.

Fue descrita por Lackerbeck en 2000. La especie es aceptada y aparece registrada en una sección de la publicación Vier neue Prioninae (Coleoptera, Cerambycidae). Entomofauna Zeitschrift für Entomologie, Linz 21 (15): 189–194, 6 figs de 2000.
Mide aproximadamente 19-39,8 mm de longitud, con una medida estándar de 30 mm. Un ejemplar de esta especie se exhibe en la Colección Estatal Zoológica de Múnich.

## Distribución
Se distribuye por Asia, en Indonesia, específicamente en la isla de Célebes.